# Noël Martin
Noël Martin (* 23. Juli 1959 in Jamaika; † 14. Juli 2020 in Birmingham) war ein britisch-jamaikanischer Bauunternehmer aus Edgbaston, Birmingham. Er wurde am 16. Juni 1996 Opfer eines rassistischen Anschlags im brandenburgischen Mahlow und war seitdem ein schwerer Pflegefall.

## Tat und rechtliche Aufarbeitung
Ein 17- und ein 24-jähriger Deutscher beschimpften ihn und zwei schwarze Kollegen am Bahnhof Mahlow. Um Handgreiflichkeiten zu vermeiden, veranlasste Martin seine Freunde zum Einsteigen in seinen Pkw. Anders als von der Polizei anfangs dargestellt nahmen die beiden Männer mit einem gestohlenen Auto die Verfolgung auf. Erst versuchten sie, Martins Auto von der Fahrbahn zu drängen, schließlich warfen sie aus dem fahrenden Auto einen sechs Kilogramm schweren Feldstein in die hintere Seitenscheibe. Martin verlor dadurch die Kontrolle über sein Fahrzeug, das sich überschlug und gegen einen Baum prallte. Von da an war Noël Martin vom Kopf abwärts querschnittsgelähmt. Seine beiden Mitfahrer wurden nur leicht verletzt.
Das Landgericht Potsdam verurteilte die Täter im Dezember 1996 wegen gefährlicher Eingriffe in den Straßenverkehr und schwerer Körperverletzung zu Haftstrafen von fünf und acht Jahren. Noël Martin bekam eine finanzielle Entschädigung und erhielt eine monatliche Rente aus Deutschland.

## Aktivitäten gegen Rassismus
Diese und andere Angriffe gaben in Mahlow Anlass zur Gründung der Initiative AG Tolerantes Mahlow sowie der Aktion Noteingang, die im Jahr 2000 mit dem Aachener Friedenspreis ausgezeichnet wurde. Im Jahr 2001 regte Martin einen Austausch zwischen Jugendlichen aus der Region und seiner Heimatstadt Birmingham an. Das Land Brandenburg gibt dafür Geld in den Noël-und-Jacqueline-Martin-Fonds.
Noël Martin lebte wieder in Birmingham. Er wurde dort fünf Jahre von seiner Lebensgefährtin Jacqueline Shields gepflegt. Jacqueline erlag am 12. April 2000, zwei Tage nach ihrer Heirat, einem Krebsleiden. Nachdem der o. g. Fonds vom Großen Waisenhaus zu Potsdam als Stiftung weitergeführt worden war, überführten die brandenburgische Landesregierung, vertreten durch den Minister für Bildung, Jugend und Sport, Holger Rupprecht, die Leitung der Stiftung „Großes Waisenhaus zu Potsdam“, vertreten durch die stellvertretende Geschäftsführerin Gesine Hanebuth-Schubert, und Noël Martin den Fonds am 14. Juli 2008 in die Jacqueline-und-Noël-Martin-Stiftung.

## Ab 2006
Im Juni 2006 kündigte Martin an, dass er am 23. Juli 2007 (seinem 48. Geburtstag) freiwillig mit Hilfe der Schweizer Organisation Dignitas aus dem Leben scheiden wolle. Das Vorhaben wurde ausgesetzt, weil Martin nicht reisefähig war und noch einige Dinge mit der von ihm ins Leben gerufenen Stiftung in England regeln musste. Er entschied sich am Ende gegen den Suizid, da er mit seiner Stiftung noch etwas erreichen konnte. Die Aufgaben in Verbindung mit seiner Stiftung und die Hoffnung auf einen seinen Bedürfnissen angepassten Rollstuhl, auch mit mehr Kommunikationsmöglichkeiten, gaben ihm immer wieder ein Quäntchen Lebenswillen.
Trotz seiner Querschnittslähmung betrieb Noël Martin seine Rennpferdezucht weiter. In Ascot erregte er 2006 Aufsehen, als sein Pferd Baddam das wichtigste Pferderennen der Welt gewann.
Am 23. April 2007 wurde seine Autobiografie durch den Ministerpräsidenten des Landes Brandenburg Matthias Platzeck in Anwesenheit von Noël Martins Sohn Negus Martin der Öffentlichkeit vorgestellt. Sein Leben und insbesondere sein Buch wurden in Deutschland und auch in vielen anderen Ländern mit großer Anteilnahme aufgenommen. Die Verfilmung seines Buches ist geplant.
2012 wurde Martin in seinem Haus Opfer eines Raubüberfalls, 2013 starb seine langjährige Vertraute Robin Herrnfeld bei einem Unfall, 2014 erlitt er einen Herzinfarkt.
Noël Martin starb neun Tage vor seinem 61. Geburtstag in einem Krankenhaus in Birmingham.
Am 25. Jahrestag des rassistisch motivierten Anschlags wurde 2021 in Blankenfelde-Mahlow am Anschlagsort eine Brücke nach Noël Martin benannt.